# Modello Beveridge

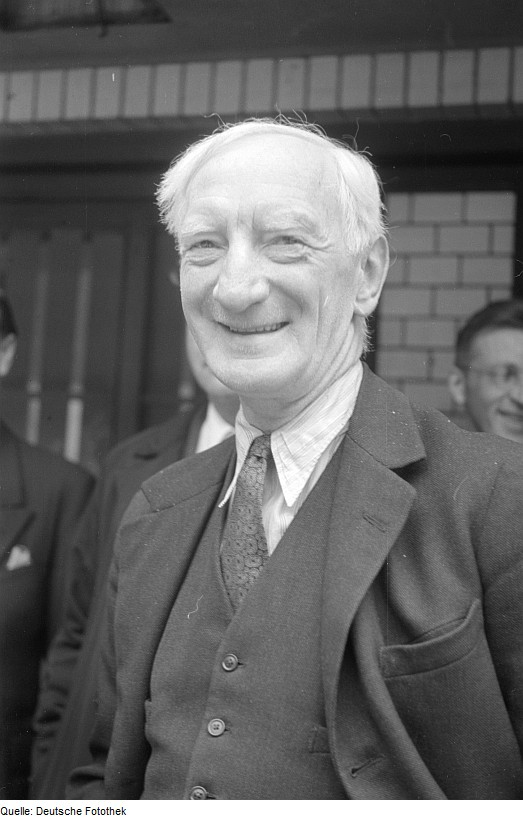
William Beveridge

Il modello Beveridge, detto del servizio sanitario nazionale, è un modello sanitario fondato sul ruolo centrale del governo nel finanziamento e nella fornitura delle cure sanitarie della popolazione, sulla base che esista un diritto universale alla salute collegato al solo possesso della cittadinanza.

## Storia
Il modello Beveridge nasce a seguito del Rapporto Beveridge che portò alla nazionalizzazione della sanità britannica nel 1948 per formare il National Health Service. Altri Stati, nello sviluppo del proprio sistema sanitario, imitarono successivamente il modello inglese, come Spagna e Italia, che abbandonò il modello Bismarck negli anni '70. Anche il modello nordico prevede una sanità di tipo Beveridge, ma sono in pratica molto decentrati rispetto a quelli degli Stati dell'Europa centro-meridionale.

## Vantaggi e critiche
Il principale vantaggio citato dai sostenitori di Beveridge è l'accessibilità praticamente universale che non richiede di pagare alcuna assicurazione o cassa malati, spesso è anche citata una riduzione dei costi dovuta al fatto che il governo controlla nei fatti il mercato, cosa che però può tradursi in un aumento dei tempi d'attesa, vero punto critico dei sistemi Beveridge secondo indici come l'Euro health consumer index, che definisce l'asserzione "Bismarck Batte Beveridge" come caratteristica permanente del panorama sanitario europeo.

## Nel mondo
Esempi di Stati che adottano tale sistema sono il Regno Unito, l'Italia, la Spagna, la Danimarca, la Norvegia, la Finlandia, la Svezia e l'Islanda. Anche il Canada, pur avendo formalmente una mutua nazionale, viene spesso classificato come sistema Beveridge per l'applicazione quasi totalmente pubblica. Negli Stati Uniti un sistema simile è rappresentato dallo United States Public Health Service, sebbene anche il. il Dipartimento degli Affari dei Veterani degli Stati Uniti d'America agisca, di fatto, come un sistema Beveridge.
In alcuni ordinamenti, come quello italiano, per l'accesso totale alle prestazioni del Servizio sanitario nazionale non è nemmeno necessario possedere la cittadinanza, ma semplicemente essere residenti nel territorio dello Stato ovvero, per le prestazioni urgenti e indifferibili, perfino soggiornarvi irregolarmente. Il modello prevede l'esistenza di un soggetto terzo di tipo pubblico, pagatore delle prestazioni, detto anche terzo pagante.